# Donai
Donai es una freguesia portuguesa del municipio de Braganza, con 13,91 km² de superficie y 416 habitantes (2001). Su densidad de población es de 29,9 hab/km².